# La finestra di Alice
La finestra di Alice è un film italiano del 2013, diretto da Carlo Sarti.

## Trama
Gabriele, aspirante scrittore pieno di debiti, passa le giornate a spiare dalla finestra la bella dirimpettaia Alice. Non riuscendo a sostenere le spese per il lussuoso appartamento avuto in eredità, il giovane decide di affittare una stanza allo spagnolo Fabio. La convivenza fra i due si rivela piuttosto complicata perché i ragazzi si scontrano spesso per via di grosse diversità caratteriali, ma poco dopo nel palazzo di Alice avviene un omicidio e Fabio diviene il principale indiziato.